# Мінцковська Анастасія Володимирівна
Анастасі́я (повне ім'я Анастасія Володимирівна Мінцковска; від народження Протасенко; нар. 4 серпня 1965, Москва) — радянська та російська співачка, авторка віршів і музики до своїх пісень.

## Біографія

### Сім'я
Анастасія Протасенко народилась 4 серпня 1965 в Москві, в пологовому будинку у Нікітських воріт (на його місці тепер стоїть будівля ІТАР-ТАРС).
Матір: Людмила Григорівна Салдадзе — режисерка-документалістка, кінодраматургиня, письменниця; закінчила режисерський факультет ВДІКу в майстерні Сергія Герасимова; заслужений діяч мистецтв РРФСР, лауреатка Державної премії СРСР.. Батько: Володимир Федорович Протасенко — кіноактор.
Брат (по батькові): Протасенко Глеб Володимирівич. Донька: Мінцковска Ана (від Олексія Мінцковского).
Анастасія каже, що в неї «течуть кілька кровей — українська, грузинська, російська і польська».

### Особисте життя
У 18 років Анастасія одружилася з другом дитинства, інженером Олексієм Мінцковским, і незабаром, навесні 1985 року, будучи на третьому курсі Щукинського училища, народила доньку Ану; однак шлюб виявився недовгим.
Згідно з власними твердженнями, станом на 2013 рік співачка була одружена п'ять разів. Її нинішній чоловік Володимир Зудин працює також і її продюсером. У 2006 році повідомлялося, що він також був директором театру пісні «Анастасія».

## Творчий шлях

### Навчання (1969—1990)
У музичній школі вчилася у педагога Олени Квінтіліановни Анісімовій.
Поступивши в 16 років на акторський факультет Щукінського театрального училища (художній керівник курсу М. Р. Тер-Захарова, педагоги А. А. Ширвіндт, Ю. В. Катін-Ярцев), успішно завершила навчання в 1986 році. У студентські роки підробляла в Театрі звірів Дурова тим, що співала пісеньки Борсука, Лисиці, Вовка, Медведя. Дипломними спектаклями були «Прощавай, зброє» і «Безбатченківщина». Після закінчення училища Анастасія три роки пропрацювала в Московському театрі драми; однак вона швидко зрозуміла, що драматична сцена їй нічого не може дати в творчому плані, і вона пішла в «вільне плавання».
Була ведучою телепрограми «Ширше коло» 1 травня 1986. У 1984 році в телепередачі «Ширше коло» Анастасія Мінцковска і Олександр Скляров 1 травня разом виконали пісню «Нам з тобою по дорозі».

### 1991—2010 роки
Свою співочу кар'єру Анастасія починала як рок-співачка (сценічний дебют відбувся в місті Брянську). У 1989 році вийшов перший альбом Анастасії «Високий каблук», який відразу зробив її популярною.
У 1991 році юна, вродлива, неймовірно впевнена в собі співачка з'явилася в концерті на барикадах відразу після подій біля російського Білого дому. У 1991 році вийшла перша грамплатівка «Високий каблук», багато пісень з якої стали хітами: «Високий каблук» (музика: Ашот Филипп , слова Анастасії), «Королева золотого піску» (музика О. Иванова, слова А. Поперечного), «Мамин хрестик» (музика О. Иванова, слова В. Степанова), «Вчитель», «Купи живі квіти» та інші.
В 1993 році радіостанція «Радіо_Рокс» оголосила Анастасію «найкращою співачкою року». Записала дуети з Юліаном, Акімом Салбіевим. Її можна побачити на міських заходах, фестивалях, збірних і благодійних концертах. У 1996 році зробила гастрольну поїздку по США. Виступала в ці роки не раз у країнах Європи.
На прес-конференції Філіп Кіркоров заявив, що від участі в концерті «Сюрприз для Алли Борисівни», що проходив 15 квітня 1997 року в с / к «Олімпійський» і присвяченому дню народження Алли Пугачовой, відмовилися тільки дві співачки (імен він не назвав); місяцем пізніше Анастасія зізналася: «Я відмовилася, бо у мене були три причини. По-перше, я ніколи не співаю під фонограму, а цей концерт був абсолютно весь під фонограму — такою була умова участі. (…) По-друге, я взагалі не захоплююся караоке, у мене достатньо своїх пісень. А по-третє, це було таке явне збирання гарніру для того, щоб показати котлету в тарілці… Я ж ніколи гарніром не була і не буду. Загалом, я не бачила доцільності своєї участі в цьому концерті, якщо чесно. І потім „на носі“ була велика поїздка по Далекому Сходу. Я прекрасно розуміла, що у мене не буде можливості підготуватися до концерту…»
У тому ж 1997 році вона випустила відразу три альбоми «Губа не дурна», «Королева золотого піску» і «Найкраще, улюблене і тільки для вас!)», а всього до кінця 1997 року у співачки було видано вже п'ять альбомів, і шостий був підготовлений до виходу. Також в 1997 році у Анастасії проходять два сольних концерти в Москві, один з яких — презентація альбому «Губа не дурна» в ГЦКЗ «Росія» (Москва). Після 1998 року співачка записує протягом наступних 5—8 років близько 50 пісень. У Москві Анастасія в цей період дала не менше чотирьох сольних концертів.
Актриса багато їздить з гастролями по Росії, часто буває за кордоном, і завжди її виступів супроводжує успіх.. У липні 2002 року театр пісні «Анастасія» як благодійну акцію дав 15 концертів в полках 201-ї дивізії в Душанбе. За сприянням радіо «Шансон» тоді ж у 2002 році в ГЦКЗ «Росія» в новій сольній програмі Анастасії «Між двох полюсів» прозвучали деякі невидані пісні, в тому числі і балада «Офіцер» (О. Каледин — Давід Усманов). В цей же період співачка багато гастролювала по Росії, побувала в Німеччині, США, Ізраїлі та Чехії, а також записала подвійний альбом «Без тебе …» (який присвячений бабусі Ганні Іванівні).
У 2004 році спільно з Акімом Салбіевим записує музичний альбом «Місто для двох» (в співдружності з композитором Анатолієм Зубковим і поетесою Риммою Казакової).
У 2006 році в російський прокат виходить оновлений мультфільм «Русалочка», озвучений російськими зірками; зла відьма Урсула заговорила голосом співачки Анастасії Мінцковской.
8 вересня 2007 року в радіостанції «Ехо Москви» в передачі «Якого біса» Стас Садальський, з яким актриса дружить з 1992 року, представив Анастасію як свою партнерку в новому спектаклі «Пітер-Москва-Париж».
У вересні 2007 року і в січні 2009 року пройшли сольні концерти співачки в московському «Театрі эстради» (концерт 2007 року проходив в рамках проекту «Імена на всі часи»; Анастасія виконала кілька нових пісень, в тому числі і реквієм «Вулицями залишеної Москви» на музику Юліана и вірші М. Цветаевой).
У січні 2010 року Анастасія знову в Москві, з'явилася на сцені Москви в рамках проекту «Імена на всі часи».

### 2011 рік— понині
У 2012—2013 роках Анастасія взяла участь в телепередачах «Нехай говорять» (на Першому каналі Росії) і «Приватна історія» на телеканалі «Довіра. Москва». У вересні 2013 року Анастасія брала участь в концертній програмі, присвяченій дню міста Москви. Пізніше Анастасія бере участь в невеликих концертах місцевого значення. Так, 21 листопада 2015 р. у Центральному Будинку актора імені А. А. Яблочкіної (Москва) актриса взяла участь в творчому вечорі поетеси Карини Філіппової і народного художника Росії Бориса Діодорова. 5 березня 2016 р. відбувся її концерт в місті Ржев. 19 червня 2016 року вона виступила в Будинку культури села Борки (Зубцовський район, Тверської обл.) на VII межпоселенческого фестивалі російської пісні «Душа Росії», присвяченому пам'яті Народної артистки СРСР Л. Г. Зыкиной; в цьому фестивалі Анастасія брала участь і в попередні два роки.
1 березня 2017 року Центральному Будинку працівників мистецтв м. Москва на творчому вечорі поета Карини Філіппової Анастасія знову виконала кілька пісень з колишнього репертуару. У червні 2017 р. Анастасія та Юліан провели спільний концертний тур в містах-курортах Краснодарського краю.

## Погляди

### Віросповідання
Анастасія визнає себе глибоко віруючою людиною: 
|   | Я завжди такою була. Моя мама драматург Людмила Салдадзе дуже близька з патріархом Грузії, а тато актор Володимир Протасенко — з родини розкуркулених селян і теж все життя був близький до Бога. |
| — | |

### «Мистецтво— це не комерція»
У 1996 році в передачі «Акули пера» Анастасію запитали: «А скільки ви отримуєте за свій виступ?» Співачка у відповідь заявила: «Я відповім на це питання, але перш я скажу, скільки змушена платити телебаченню». У 1997 році в пресі про цю подію писали, зокрема, так: «В'ячеслав Добринін назвав Анастасію прокурором естради. Вона вважає, що точніше буде сказати так: адвокат артистів. Вона виступила в відкриту проти поборів з артистів — хабарів „дармоїдів“ на телебаченні (це ті, що встали між артистами і ефіром), проти бездарних, безголосих співачок і співаків, „співаючих“ під фонограму, але зате щедро оплачують тих, від кого залежить „бути чи не бути“…„. В одному з подальших інтерв'ю сама співачка казала: «Після виходу цієї програми в ефір мені стали телефонувати люди, з якими раніше я не була знайома: Нані Брегвадзе, Алла Баянова, Станислав Садальский. Вони дзвонили і казали мені: „Спасибі вам за сміливість“».
Анастасія вважає, що платити гроші за виступи в теле- і радіоефірі артист не повинен, і стверджує: «Мистецтво — це не комерція».

### «Співаюча актриса»
Анастасія повністю викладається на будь-якій сцені і воліє співати в живу. Вельми трепетно завжди ставиться до свого сценічного образу, і, зокрема, до сценічного костюму: 
|   | Одяг для сцени — святе. Моє трепетне ставлення до костюмів родом з моєї театральної юності. Я вкрай уважно ставлюся до створення сценічного костюма і волію співпрацювати з модельєрами, близькими мені по духу. Мої костюми багато років створював Слава Зайцев, зараз зі мною працює модельєр, художник по костюмах Олена Швабауер, яка приїхала з Німеччини. |
| — | |

Про свою творчість сама Анастасія каже так:
|   | я ніколи не співаю під фонограму. (…) Я не можу обманювати людей: виходити і відкривати рот. |
| — |                                                                                              |

|   | У театрі мені давали ролі, які могла виконати тільки співаюча актриса. Мої однокурсники іноді кажуть: «Ти змінила театру». Я відповідаю: «Я створила свій театр». Кожна пісня — це спектакль, нехай маленька, не більше п'яти хвилин, але це все одно спектакль, це все одно театр. До речі, я ніколи не співаю під фонограму, вважаю ганьбою. |
| — | |

|   | Я не вважаю себе співачкою. Я актриса, яка співає. І кожна виконана мною на сцені пісня — той же спектакль, тільки не тригодинний, а трихвилинний. Ті ж емоції, ті ж драми. Найголовніше в моїх піснях — тексти і акторська передача їх сенсу. Так що я залишаюся вірна театру. |
| — | |

## Цікаві факти

### Пожежа на дачі
В 2011 році, з ініціативи заступника голови місцевої адміністрації, для Анастасії виділили ділянку в селі Борки Зубцовського району Тверської області, на місці колишнього штабу оберштурмбанфюрера СС Отто Скорцені. У Зубцовський район Анастасію привернула поетеса Карина Філіппова, яка вже придбала нерухомість в цьому районі і на вірші якої Анастасія записала понад 20 пісень. Господарство співачки розташовувалося в сосновому бору і займало 1 га. Від воріт до будинку і назад мешканці пересувалися на скутері, а, перебуваючи на різних кінцях ділянки, спілкувалися один з одним за допомогою портативних рацій. Щоб облаштувати ділянку, актрисі довелося продати свою нерухомість (квартиру у висотці компанії «Донстрой») за 600 тисяч доларів, і на ці гроші побудувати будинок на виділеній ділянці.
17 січня 2014 року будинок співачки в Тверській області був знищений пожежею, залишився тільки фундамент; сплячих людей від загибелі врятувала одна з собак Анастасії — джек-рассел-тер'єр Чуча. Поліція не виключала, що будинок співачки в Тверській області згорів в результаті підпалу. Також повідомляється, що разом з будинком згоріла музична студія, згоріли всі гроші. 24 січня 2014 року до телепередачі «Прямий ефір» на телеканалі «Росія-1» Анастасія та її друзі розповіли подробиці пожежі.

### Всяке
- Анастасія була відрахована в трирічному віці з дитсадка «за проколи в поведінці», і батько був змушений брати її з собою в театр. Однак вона «відзначилася» і в театрі. Залишена на кілька хвилин без нагляду, вирвалася на сцену і сказала свій перший монолог: «Не вірте йому (показуючи на батька, який грав у виставі „Полин“)! Він ніякий не солдат, а мій тато!»".[20]
- Анастасія планувала закінчити в березні 2002 року роботу над книгою, для якої було обрано назву «Всем спасибо!»; в цій «книзі про своїх ворогів» артистка мала намір розповісти гірку правду про російський шоу-бізнесі.[21] Відомості про публікації книги відсутні.
- Щоб не фарбувати очі, навколо них Анастасія зробила татуювання.[5]
- Анастасія в декількох інтерв'ю повідомляла про своє знайомство з Джуною і про свою повагу до неї, а також розповідала, що знає багатьох, кому допомогла ця цілителька; в тому числі «чоловіка вона теж вилікувала, після того як в двох лікарнях йому навіть не змогли поставити діагноз».[6]

## Дискографія
1. 1990 — «Высокий каблук» (Мелодия, LP, 1990, номер по каталогу: С60 30739 005; 1992 — измененный вариант) (рос.).
2. 1991 — «Анастасия. Давай поговорим» (грампластинка, LP, Sintez records, RiTonis, 1991, номер по каталогу: 1-042-С-6) (рос.).
3. 1993 (LP), 1994 (CD) — «Давай поговорим» (Мелодия, Sintez records, RiTonis) (рос.).
4. 1993 — «Хрустальные цепи» (магнитоальбом, студия А. Кальянова, 1993) (рос.).
5. 1994 — «Неотправленное письмо» (AVA Records, CD, 1994; номер по каталогу: V 94004) (рос.).
6. 1994 — «Я совсем другая» (Студия А. Кальянова; APEX Ltd., CD, 1995; номер по каталогу: AXCD 2-0044) (рос.).
7. 1995 — «Королева золотого песка» (APEX Ltd., CD, 1995; номер по каталогу: AXCD 2-0072) (рос.).
8. 1997 — «Губа не дура» (Progam, CD, 1997) (рос.).
9. 1997 — «Разбитые зеркала» (остался не изданным) (рос.).
10. 1998 — «Анастасия. Лучшее, любимое» (Progam, CD, 1998) (рос.).
11. 2002 — двойной альбом «Без тебя…»
12. 2004 — «Имена на все времена» (Мистерия звука, CD, 2004; Монолит-рекордс, CD, 2007) (рос.).
13. 2004 — Город для двоих. Анастасия и Аким Салбиев (Студия «Эпос»; CD Land, CD, 2004; номер по каталогу: CDLR 0441 CD) (рос.).
14. 2011 — «Атмосферное явление» (рос.).